# Pappo
Norberto Anibal Napolitano, conegut artísticament com a Pappo i anomenat «El Carpo», (La Paternal, Ciutat de Buenos Aires, 10 de març de 1950; Luján, província de Buenos Aires, Argentina, 25 de febrer de 2005) fou un guitarrista, cantant i compositor de blues, rock i metal argentí.
Va ser integrant del grup Los Gatos, de Los Abuelos de la nada a fins dels '60, de Manal, Connexión Nº 5 i La Pesada del Rock and Roll; i va fundar Pappo's Blues en els '70 i Riff en els '80, bandes amb les quals tocava en forma simultània.